# Српска кафана
Српска кафана налази се у Светогорској улици, у истој згради где и Атеље 212. Некада је била култно место боема. Окупљала је глумце, уметнике, новинаре, писце... Била је један од симбола Београда.

## Историјат
Зграду је подигао трговац Предраг Лука Ђурић 1923.год. а кафана је отворена 1932. год. 
За време комунизма кафана прелази у власништво УП Мадера. Кафана је била затворена две године (2017.год - 2019.год.) како је тада на вратима писало због реституције. Године 2015. решењем Агенције ѕа реституцију, ова кафана је враћена наследницима старог власника, којем је та имовина национализована 1960. године.

## Аутентичност
Унутрашњост кафане је аутентична и недирнута до данас. У углу стоје три столице изливене од бакра са именима глумачких бардова Зорана Радмиловића, Слободана Цице Перовића, Слободана Алигрудића а поред су и Алигрудићеве и Радмиловићеве ципеле. 
Зидове красе фотографије познатих глумаца и реплике познатих уметника. Портрет глумца Зорана Радмиловића на жалост нестео је и до данас није пронађен. Скулптуре су дело вајара проф. др Драгана Ранђеловића, које је у једном тренутку склонио у свој дом како би их спосио од тадашњег закупца који је хтео да их баци.
У Српској кафани редовно су се окупљали и Драган Николић, Милан Цаци Михајловић, Бора Тодоровић, Аљоша Вучковић, Петар Краљ...
Ово је кафана са карираним столњацима, келнерима са џентлменским манирима, јеловником старинским - без примеса западњачких кухиња и помодарских зачина, како некада тако и данас после толико година. Недеља је дан када се уз звуке старе српске музике дегустирају домаћи специјалитети. 
На менију је и даље десет са луком. Служе праву турску кафу са коцком шећера уз ракијицу.

## Друштвени значај
Пре више од пола века на овом месту рођена је Улица отвореног срца, манифестација која се одржава сваког 1. јануара на простору између Таковске улице и Дома омладине Београд.
Глумац Светислав Буле Гонцић, део екипе Атељеа 212, истиче да је ово место одувек представљало референтну тачку на градској мапи. Његов значај увећавао се како је расла Улица отвореног срца. Ова манифестација окупља преко 70.000 људи.
Деценијама уназад глумци Атељеа 212 и новинари Радио Београда 1. јануара долазили су на киселу чорбу у чувену „Српску кафану”. На тај начин поздрављали су долазак Нове године. Глумци су, у једном тренутку, заменили улоге с келнерима и почели да служе госте. На менију је био и расол, као лек против мамурлука. Када је ово окупљање превазишло оквир првојануарског пријатељског дружења, рођена је Улица отвореног срца. Сада ова манифестација обухвата готово цео град. Задржана је и хуманитарна нота овог догађаја. Тог дана се прикупља помоћ за децу без родитељског старања и остале угрожене категорије становништва.
Закупци су се мењали годинама али је "Српска кафана" успела да одоли времену и покушајима претварања у још једну у низу банака, казина или продавница.

## У популарној култури
Хип хоп група Београдски синдикат је у овој кафани снимила спот за песму Дан по дан, која говори о пролазности живота обичног човека. Спот је објављен 14. априла 2021. године.